# Davenport University
La Davenport University è una private university statunitense con campus in tutto lo stato federale del Michigan e online. È stata fondata nel 1866 da Conrad Swensburg e attualmente offre lauree, diplomi e programmi di certificazione post laurea in economia, tecnologia, professioni sanitarie e studi universitari (MBA).
Il W.A. Lettinga Main Campus di Davenport si trova a Grand Rapids, Michigan. Il campus principale comprende organizzazioni studentesche, residenze e programmi di atletica.

## Storia
Il predecessore della moderna Davenport University fu un college fondato nel 1866 da Conrad G. Swensburg, un veterano della Union Army tornato in Michigan dopo il termine della Guerra di secessione americana. Il college, situato nel centro di Grand Rapids, aprì con sedici studenti come Grand Rapids Business College il 25 gennaio 1866. Il college offriva corsi di varie abilità d'ufficio, come contabilità, calligrafia, diritto commerciale e aritmetica.
Il college operò con vari nomi e in diverse sedi a Grand Rapids durante la sua prima storia. Nel 1910 il college era sul punto di chiudere. Michael E. Davenport, un nuovo insegnante della scuola, rinvigorì il personale rimasto e alla fine assunse la direzione della scuola nel tentativo di rilanciarla.
La scuola ottenne l'accreditamento dalla Higher Learning Commission-North Central Association of Colleges and Schools nel 1976 e crebbe rapidamente durante la metà e la fine del XX secolo, espandendosi con campus in tutto il Michigan.

## Programmi di atletica
Le squadre di atletica di Davenport sono chiamate Panthers. L'università è membro del livello NCAA Division II della National Collegiate Athletic Association (NCAA), e compete principalmente nella Great Lakes Intercollegiate Athletic Conference (GLIAC) per la maggior parte dei suoi sport come membro provvisorio dall'anno accademico 2017-2018 (raggiungendo lo status di membro a pieno titolo della D-II nel 2019-2020). In precedenza i Panthers hanno gareggiato nella Wolverine-Hoosier Athletic Conference (WHAC) della National Association of Intercollegiate Athletics (NAIA) dal 2005-2006 al 2016-2017.
Davenport compete in 21 sport intercollegiali varsity e 21 sport non-varsity: Gli sport maschili includono atletica leggera, baseball, calcio, corsa campestre, football americano, golf, lacrosse, nuoto e tuffi, pallacanestro, tennis e wrestling; mentre gli sport femminili includono atletica leggera, calcio femminile, corsa campestre, golf, lacrosse, softball, nuoto e tuffi, pallacanestro, pallavolo e tennis. Gli sport non universitari maschili includono bowling, eSports, hockey su ghiaccio (ACHA DI, DII e DIII), marching band, pep band, rugby e pallavolo; mentre gli sport non universitari femminili includono bowling, cheerleading (NCA e sideline), danza, eSports, hockey su ghiaccio (ACHA DI), marching band, pep band, pompon, rugby, stunt e wrestling.

### Altre affiliazioni
Il lacrosse femminile fa parte della National Women's Lacrosse League (NWLL), mentre il lacrosse maschile fa parte della Division I della Men's Collegiate Lacrosse Association (MCLA) all'interno della Central Collegiate Lacrosse Association (CCLA). Il rugby maschile compete a livello di Division I della Midwest Rugby Union.L'hockey su ghiaccio maschile compete nella ACHA Division I all'interno della Great Lakes Collegiate Hockey League (GLCHL), e una seconda squadra di hockey compete nella Michigan Collegiate Hockey Conference (MCHC) a livello ACHA DIII.